# Parydra nigripes
Parydra nigripes är en tvåvingeart som först beskrevs av Cresson 1918.  Parydra nigripes ingår i släktet Parydra och familjen vattenflugor. Inga underarter finns listade i Catalogue of Life.